# Junior Agogo
Pour l’article homonyme, voir Agogo (Ghana).
Manuel Agogo, dit Junior Agogo, né le 1er août 1979 à Accra (Ghana) et mort le 22 août 2019  à Londres (Royaume-Uni), est un footballeur international ghanéen. Il évoluait au poste d'attaquant.

## Biographie
Junior Agogo a participé à la Coupe d'Afrique des nations 2008 avec le Ghana, dont il est une des révélations, inscrivant notamment le but vainqueur en quart de finale contre le Nigeria.
Le 3 juillet 2008, il s'exile en Égypte en signant au Zamalek. Sa saison en Égypte est pleine de controverses et de rebondissements, si bien qu'il est sanctionné par la fédération égyptienne, pour des gestes obscènes envers le public, et par son club, pour des absences à l'entraînement. Il quitte Zamalek au bout d'une saison en engageant un procès contre le club, qui ne lui aurait pas payé l'intégralité de son salaire.
Au mercato d'été 2009, il signe au club chypriote de l'Apollon Limassol de la Main de l'agent Rui Pedro Alves
Le 10 décembre 2013, Junior Agogo remporte son procès contre le club de Zamalek, qui est condamné par la FIFA à lui payer la somme de 1,2 million d'euros. Le 13 décembre 2013, le club égyptien réagit en annonçant qu'il fait appel de cette décision devant le Tribunal arbitral du sport. 

## Carrière
| Saison                | Club                    | Championnat             | Championnat | Championnat | Coupe(s) nationale(s) | Coupe(s) nationale(s) | Compétition(s) continentale(s) | Compétition(s) continentale(s) | Compétition(s) continentale(s) | Ghana | Ghana | Total | Total |
| Saison                | Club                    | Division                | M.          | B.          | M.                    | B.                    | Comp.                          | M.                             | B.                             | M.    | B.    | M.    | B.    |
| 1997-1998             | Sheffield Wednesday     | Premier League          | 1           | 0           | -                     | -                     | -                              | -                              | -                              | -     | -     | 1     | 0     |
| 1998-1999             | Sheffield Wednesday     | Premier League          | 1           | 0           | 1                     | 0                     | -                              | -                              | -                              | -     | -     | 2     | 0     |
| 1999-2000             | Oldham Athletic (prêt)  | Second Division         | 2           | 0           | -                     | -                     | -                              | -                              | -                              | -     | -     | 2     | 0     |
| 1999-2000             | Chester City (prêt)     | Third Division          | 10          | 6           | -                     | -                     | -                              | -                              | -                              | -     | -     | 10    | 6     |
| 1999-2000             | Chesterfield FC (prêt)  | Second Division         | 4           | 0           | -                     | -                     | -                              | -                              | -                              | -     | -     | 4     | 0     |
| 1999-2000             | Lincoln City (prêt)     | Third Division          | 3           | 1           | -                     | -                     | -                              | -                              | -                              | -     | -     | 3     | 1     |
| 2000                  | Fire de Chicago         | Major League Soccer     | 1           | 0           | -                     | -                     | -                              | -                              | -                              | -     | -     | 1     | 0     |
| 2000                  | Rapids du Colorado      | Major League Soccer     | 25          | 10          | 1                     | 0                     | -                              | -                              | -                              | -     | -     | 26    | 10    |
| 2001                  | Rapids du Colorado      | Major League Soccer     | 10          | 1           | -                     | -                     | -                              | -                              | -                              | -     | -     | 10    | 1     |
| 2001                  | Earthquakes de San José | Major League Soccer     | 17          | 3           | 3                     | 2                     | -                              | -                              | -                              | -     | -     | 20    | 5     |
| 2001-2002             | Queens Park Rangers     | Second Division         | 2           | 0           | -                     | -                     | -                              | -                              | -                              | -     | -     | 2     | 0     |
| 2002-2003             | Barnet FC               | Football Conference     | 39          | 19          | -                     | -                     | -                              | -                              | -                              | -     | -     | 39    | 19    |
| 2003-2004             | Bristol Rovers          | Third Division          | 38          | 6           | 1                     | 0                     | -                              | -                              | -                              | -     | -     | 39    | 6     |
| 2004-2005             | Bristol Rovers          | League Two              | 43          | 19          | 8                     | 2                     | -                              | -                              | -                              | -     | -     | 51    | 21    |
| 2005-2006             | Bristol Rovers          | League Two              | 42          | 16          | 5                     | 2                     | -                              | -                              | -                              | -     | -     | 47    | 18    |
| 2006-2007             | Bristol Rovers          | League Two              | 3           | 0           | -                     | -                     | -                              | -                              | -                              | -     | -     | 3     | 0     |
| 2006-2007             | Nottingham Forest       | League One              | 29          | 7           | 5                     | 3                     | -                              | -                              | -                              | 4     | 2     | 38    | 12    |
| 2007-2008             | Nottingham Forest       | League One              | 35          | 13          | 6                     | 0                     | -                              | -                              | -                              | 17    | 8     | 58    | 21    |
| 2008-2009             | Zamalek SC              | Egyptian Premier League | 11          | 3           | 1                     | 0                     | C1                             | 4                              | 1                              | 5     | 1     | 21    | 5     |
| 2009-2010             | Apollon Limassol        | Marfin Laiki            | 24          | 6           | -                     | -                     | -                              | -                              | -                              | 1     | 1     | 25    | 7     |
| 2011-2012             | Hibernian FC            | Scottish Premier League | 12          | 1           | 2                     | 0                     | -                              | -                              | -                              | -     | -     | 14    | 1     |
| Total sur la carrière | Total sur la carrière   | Total sur la carrière   | 352         | 111         | 33                    | 9                     | -                              | 4                              | 1                              | 27    | 12    | 416   | 133   |

## Palmarès
| - Earthquakes de San José - Coupe MLS - Champion : 2001. |  | - Nottingham Forest FC - Championnat d'Angleterre de D3 - Finaliste : 2008 |  | - Zamalek SC - Supercoupe d'Égypte - Finaliste : 2008 |  | - Ghana - Coupe d'Afrique des nations - Troisième : 2008 |

## Buts internationaux
|     | Date             | Lieu                                             | Adversaire    | Résultat | Compétition                       |
| --- | ---------------- | ------------------------------------------------ | ------------- | -------- | --------------------------------- |
| 1.  | 14 novembre 2006 | Loftus Road, Londres, Angleterre                 | Australie     | 1-1      | Match amical                      |
| 2.  | 6 février 2007   | Griffin Park, Londres, Angleterre                | Nigeria       | 4-1      | Match amical                      |
| 3.  | 8 septembre 2007 | Stade Robert-Diochon, Le Petit-Quevilly, France  | Maroc         | 2-0      | Match amical                      |
| 4.  | 21 novembre 2007 | Ohene Djan Stadium, Accra, Ghana                 | Bénin         | 4-2      | Match amical                      |
| 5.  | 24 janvier 2008  | Ohene Djan Stadium, Accra, Ghana                 | Namibie       | 1-0      | CAN 2008                          |
| 6.  | 3 février 2008   | Ohene Djan Stadium, Accra, Ghana                 | Nigeria       | 2-1      | CAN 2008                          |
| 7.  | 9 février 2008   | Baba Yara Stadium, Kumasi, Ghana                 | Côte d'Ivoire | 4-2      | CAN 2008                          |
| 8.  | 1er juin 2008    | Baba Yara Stadium, Kumasi, Ghana                 | Libye         | 3-0      | Éliminatoires Coupe du monde 2010 |
| 9.  | 8 juin 2008      | Free State Stadium, Bloemfontein, Afrique du Sud | Lesotho       | 3-2      | Éliminatoires Coupe du monde 2010 |
| 10. | 8 juin 2008      | Free State Stadium, Bloemfontein, Afrique du Sud | Lesotho       | 3-2      | Éliminatoires Coupe du monde 2010 |
| 11. | 11 octobre 2008  | Essipong Sports Stadium, Sekondi-Takoradi, Ghana | Lesotho       | 3-0      | Éliminatoires Coupe du monde 2010 |
| 12. | 19 août 2008     | Brisbane Road, Londres, Angleterre               | Zambie        | 4-2      | Match amical                      |